# Nathalie Beausire
Nathalie Beausire (ur. 10 września 1970) – francuska biathlonistka, dwukrotna medalistka mistrzostw świata.

## Kariera
W Pucharze Świata zadebiutowała 17 grudnia 1987 roku w Hochfilzen, zajmując 15. miejsce w biegu indywidualnym. Tym samym już w debiucie zdobyła pierwsze punkty. Nigdy nie stanęła na podium indywidualnych zawodów tego cyklu, najwyższą lokatę wywalczyła 19 marca 1994 roku w Canmore, kończąc rywalizację w sprincie na szóstej pozycji. Najlepsze wyniki osiągnęła w sezonie 1993/1994, kiedy zajęła 28. miejsce w klasyfikacji generalnej.
Podczas mistrzostw świata w Borowcu w 1993 roku wspólnie z Delphyne Burlet, Anne Briand i Corinne Niogret wywalczyła złoty medal w biegu drużynowym. Na rozgrywanych rok później mistrzostwach świata w Canmore reprezentacja Francji w składzie: Emmanuelle Claret, Nathalie Beausire, Corinne Niogret i Véronique Claudel zdobyła brązowy medal w tej samej konkurencji. Zajęła też między innymi 22. miejsce w sprincie podczas mistrzostw świata w Lahti w 1991 roku. Nigdy nie wystąpiła na igrzyskach olimpijskich.

## Osiągnięcia

### Mistrzostwa świata
| Rok  | Miejscowość | Konkurencje | Konkurencje | Konkurencje | Konkurencje | Konkurencje | Konkurencje | Konkurencje |
| Rok  | Miejscowość | IN          | SP          | PU          | MS          | RL          | MR          | SR          |
| ---- | ----------- | ----------- | ----------- | ----------- | ----------- | ----------- | ----------- | ----------- |
| 1988 | Chamonix    | –           | 28.         | nd.         | nd.         | –           | nd.         | –           |
| 1989 | Feistritz   | 32.         | –           | nd.         | nd.         | 8.          | nd.         | –           |
| 1991 | Lahti       | –           | 22.         | nd.         | nd.         | –           | nd.         | –           |
| 1993 | Borowec     | –           | –           | nd.         | nd.         | –           | nd.         | –           |
| 1994 | Canmore     | nd.         | nd.         | nd.         | nd.         | nd.         | nd.         | –           |

### Puchar Świata

#### Miejsca w klasyfikacji generalnej
| Sezon     | Miejsce |
| --------- | ------- |
| 1987/1988 | 35.     |
| 1988/1989 | 40.     |
| 1989/1990 | -       |
| 1990/1991 | 41.     |
| 1991/1992 | -       |
| 1992/1993 | 77.     |
| 1993/1994 | 28.     |
| 1994/1995 |         |

#### Miejsca na podium w zawodach
Beausire nigdy nie stanęła na podium indywidualnych zawodów PŚ.